# Craig River
Craig River är ett vattendrag USA och Kanada. Dess källor är i Alaska i USA och dess mynning i Iskut River ligger i British Columbia i Kanada. 
Trakten runt Craig River är nära nog obefolkad, med mindre än två invånare per kvadratkilometer.